# Laura Ramsey
Laura Ramsey (Brandon, Wisconsin; 14 de noviembre de 1982) es una actriz estadounidense conocida por sus apariciones en películas como The Ruins y She's the Man.

## Biografía y carrera
Ramsey estudió en el instituto de Laconia de Rosendale y en la Universidad de Ripon, ambas en Wisconsin.
Mientras trabajaba en un restaurante de Sunset Boulevard, California, consiguió una prueba para participar en la película/reality The Real Cancun, producción en el que se muestra el comportamiento desinhibido de la adolescencia estadounidense en México. En 2004 debutó en la serie The Days y posteriormente en la gran pantalla con Los amos de Dogtown de Catherine Hardwicke. En 2008 volvería a la televisión mediante un cameo en la serie Mad Men.

## Filmografía
| Cine       | Cine                                  | Cine          | Cine             |
| Año        | Título                                | Personaje     | Observaciones    |
| ---------- | ------------------------------------- | ------------- | ---------------- |
| 2013       | Are you Here                          | Angela Baker  |                  |
| 2013       | Pulling Strings (Amor a Primera Visa) | Rachel        |                  |
| 2012       | No One Lives                          | Betty         |                  |
| 2011       | Hirokin                               | Maren         |                  |
| 2011       | Where the Road Meets the Sun          | Sandra        |                  |
| 2011       | Kill the Irishman                     | Ellie O'Hara  |                  |
| 2011       | Street                                | Lexi          |                  |
| 2009       | Shrink                                | Kiera         |                  |
| 2009       | Middle Men                            | Audrey Dawn   |                  |
| 2008       | The Ruins                             | Stacy         |                  |
| 2007       | Whatever Lola Wants                   | Lola          |                  |
| 2006       | The Covenant                          | Sarah Wenham  |                  |
| 2006       | She's the Man                         | Olivia Lennox |                  |
| 2005       | Los amos de Dogtown                   | Gabrielle     |                  |
| 2005       | Veneno                                | Rachel        |                  |
| 2005       | Cruel World                           | Jenny         |                  |
| 2003       | The Real Cancun                       |               | Docureality 2013 |
| Televisión |                                       |               |                  |
| Año        | Televisión                            | Personaje     | Observaciones    |
| 2014       | White Collar                          | Amy           | Un episodio      |
| 2010       | My Generation                         | Sophie        | Dos episodios    |
| 2008       | Mad Men                               | Joy           | Un episodio      |
| 2015       | Hindsight                             | Becca         | Protagonista -   |